# 電解採取

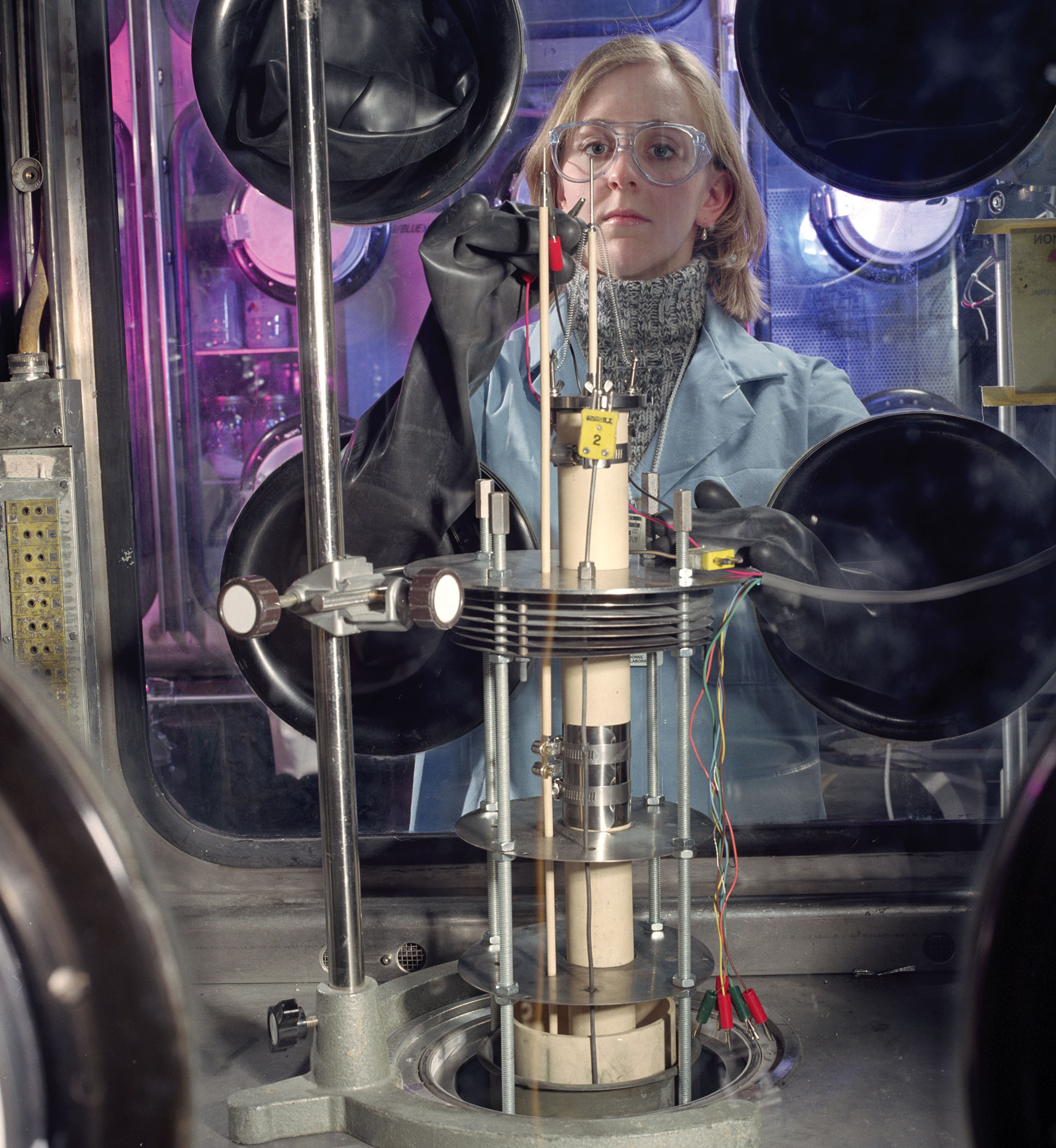
使用済み核燃料を金属に転換するために電解精製を利用している様子

電解採取とは、浸出(リーチング)などのプロセスによって水溶液中に溶解させた鉱石中の金属を電解析出させる技術である。
電解精製は類似の技術であるが、金属から不純物を取り除くことを目的としている。
どちらの技術も、電気めっきを大規模にしたものであり、非鉄金属の純度を向上させる経済的な技術である。
得られた金属は金属の種類によって、電気銅や電気亜鉛などと呼ばれる。
電解採取では、電流を不活性な陽極から金属を含んだ水溶液である浸出液に流し、金属を電気めっきのように陰極に析出させて回収する。
電解精製では、陽極は未精製の不純物を含んだ金属であり、酸性の電解液に電流を流して陽極を溶解させ、陰極に精製された純粋な金属を析出させる。

## 歴史

銅の電解精製

電解採取は、工業的に電解質を使用したプロセスとしては最古のものである。
イギリスの科学者であるハンフリー・デービーは、溶融した水酸化ナトリウムを電気分解することで、1870年に初めて金属ナトリウムを単体として分離した。
銅の電解精製は、ロイヒテンベルク公マクシミリアンによって1847年に初めて実験的に実演された。
James Elkingtonは1865年に商業的なプロセスの特許を取得し、ウェールズのPembreyで1870年に最初の実用化されたプラントを開設した。アメリカ合衆国では、1883年にニュージャージー州ニューアークに建設されたBalbach and Sons Refining and Smelting Companyのプラントが最初である。

## 利用例
一般的に電解採取の適用される金属は、鉛や銅、金、銀、亜鉛、アルミニウム、クロム、コバルト、マンガン、希土類、アルカリ金属である。
アルミニウムについては、電気分解は唯一の生産方法である。
工業的に重要な活性の高い(水と激しく反応する)金属には、商業的には高温な溶融塩の電気分解によって生産されるものがある。
使用済み核燃料を電解精製する実験的な試みもされている。
電解精製によって、プルトニウムやセシウム、ストロンチウムといった重金属を、より毒性の低いウランから分離するのに使用できる。
電解採取は、工場排水から有害な(時には価値のある)金属を除去するのにも利用される。

## プロセス

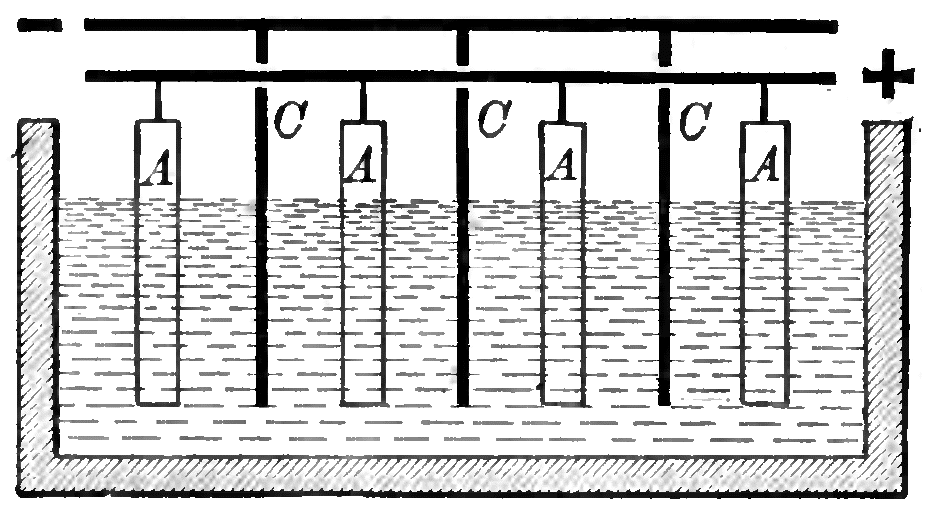
銅の電解精製に使用する機器

ほとんどの金属は、天然には酸化物形態の鉱石として存在しており、金属にするには還元しなくてはならない。
鉱石は前処理をして電解液または溶融塩として溶かされ、電気分解される。
金属は陰極に析出し(固体である場合と液体である場合とがある)、陽極には通常は酸素が発生する。
天然に硫化物形態で存在する金属もある。
これには、銅や鉛、モリブデン、カドミウム、ニッケル、銀、コバルト、亜鉛が含まれる。
加えて、金や白金族は、ベースメタルの硫化鉱に伴って存在している。
ほとんどの金属の硫化物や塩は、導電性があり、溶融塩または水溶液として電気化学的な酸化還元反応を効率的に起こすことができる。
ニッケルなどの金属は、電気分解で電解液に残ってしまう。
このような場合には金属を精製するために化学反応によって還元する。
目的とする金属を処理する間に還元されても、陰極に析出せず電解槽の底に沈殿する金属もある。
これは。アノードスラッジまたはアノードスライムと呼ばれる。
アノードスライム中の金属は、標準的な乾式製錬法によって回収される。
金属の析出速度は陰極の表面積に関係しており、陰極を正常な状態に維持することが大切である。
陰極には平板状と網状の2種類があり、それぞれに利点がある。
平板状の陰極は、再利用することが可能であり、析出した金属を除去し回収できる。
網状の陰極は、析出速度は速いが、再利用は不可能である。
代わりに、種となる陰極として事前に精製した金属を使うことで、回収された金属の一部として、次工程以降で処理することが可能である。